# Élections législatives de 1956 dans le territoire de Madagascar
Les élections législatives de 1956 dans le Territoire de Madagascar sont des élections françaises qui ont eu lieu le 2 janvier 1956  dans le Territoire de Madagascar dans le cadre des élections législatives françaises de 1956, sous la IVe République.
Ce sont les dernières élections législatives de la Quatrième république, après les élections de novembre 1946 et de juin 1951.

## Mode de scrutin
Le territoire est l'un des derniers (avec l'ex AEF) à être divisé en deux Collèges électoraux.
1. Le premier regroupant les personnes relevant du Statut Civil français, soit les Colons et les "Évolués", qui bénéficie du suffrage universel ;
2. Le second regroupe les populations colonisées, qui sont sous le Statut personnel, mais qui votent avec un système de suffrage restreint. La loi de 1951 permet à tous ceux payant une patente, ayant un permis, une propriété ou qui paient des impôts de voter. Les plus pauvres, les femmes ayant moins de deux enfants ne peuvent pas voter.

Un projet de généralisation du suffrage universel était en train d'être mis en place, mais la dissolution a coupée court au processus. Les administrateurs ne voulant pas jeter le travail déjà accomplit ont été souple dans l'application des directives. Par exemple en permettant au femmes qui n'ont qu'un enfant de voter, mais en n'autorisant toujours pas celle sans enfants.
Le Territoire élit cinq députés, dans le cadre de circonscriptions. Le mode de scrutin est uninominal majoritaire à un tour, le candidat arrivé en tête est élu :
1. Deux circonscriptions pour le collège des personnes relevant du Statut Civil français ;
2. Trois circonscriptions pour les personnes relevant du Statut personnel.

## Élus
| Député sortant                | Parti | Parti         | Député élu ou réélu | Parti | Parti      |
| ----------------------------- | ----- | ------------- | ------------------- | ----- | ---------- |
| Statut Civil (1er Collège)    |       |               |                     |       |            |
| Louis Labrousse               |       | UDSR          | André Sanglier      |       | RGR        |
| Roger Duveau                  |       | UDSR          | Louis Bruelle       |       | RGR        |
| Statut Personnel (2e Collège) |       |               |                     |       |            |
| Jonah Ranaivo                 |       | app. MRP      | Rakotovelo          |       | app. MRP   |
| Pascal Velonjara              |       | PADESM (UDSR) | Roger Duveau        |       | UDSR       |
| Mahasumpo Raveloson           |       | UDC (UDSR)    | Philibert Tsiranana |       | FNM (SFIO) |

## Résultats

### 1ercollège (statut civil français)

#### 1recirconscription
- Le député sortant Louis Labrousse (UDSR) ne se représente pas.

|          | RGR      | André Sanglier   | 7 334  | 45,28  |  |  |
|          | Rép. soc | Jules Castellani | 6 535  | 40,35  |  |  |
|          | RFM      | Jean Grateaux    | 1 174  | 7,25   |  |  |
|          | CNIP     | André Capagorry  | 1 155  | 7,13   |  |  |
|          |          |                  |        |        |  |  |
| Inscrits | Inscrits | Inscrits         | 27 232 | 100,00 |  |  |
| Votants  | Votants  | Votants          | 16 692 | 61,30  |  |  |
| Exprimés | Exprimés | Exprimés         | 16 198 | 97,04  |  |  |

* Député sortant

#### 2ecirconscription
- Le député sortant Roger Duveau (UDSR) se représente dans la deuxième circonscription des personnes relevant du statut personnel.

|          | RGR      | Louis Bruelle           | 3 477  | 48,97  |  |  |
|          | Paysan   | Antoine Chavane         | 2 953  | 41,59  |  |  |
|          | CNIP     | René Durin              | 473    | 6,66   |  |  |
|          | RFM      | Jean d'Abbadie d'Arrast | 196    | 2,76   |  |  |
|          |          |                         |        |        |  |  |
| Inscrits | Inscrits | Inscrits                | 12 344 | 100,00 |  |  |
| Votants  | Votants  | Votants                 | 7 496  | 60,73  |  |  |
| Exprimés | Exprimés | Exprimés                | 7 101  | 94,73  |  |  |

* Député sortant

### 2ecollège (statut personnel)

#### 1recirconscription
- Le député sortant en:Jonah Ranaivo (app. MRP) ne se représente pas.

|          | app. MRP   | Rakotovelo                          | 151 137 | 46,86  |  |  |
|          | ex MDRM    | Stanislas Rakotonirina              | 92 064  | 28,55  |  |  |
|          | Ind †      | Jérôme Louis Rakotomalala           | 24 945  | 7,73   |  |  |
|          | Rép. soc   | Gabriel Razafitrimo                 | 21 670  | 6,72   |  |  |
|          | Rép. soc   | Pierre Razafy-Andriamihaingo        | 14 631  | 4,54   |  |  |
|          |            | Pierre Louis                        | 6 293   | 1,95   |  |  |
|          | CNIP       | André Ratsimbazaly                  | 5 166   | 1,60   |  |  |
|          |            | Shamadio Rafamantanantsoa-Zafimohey | 4 049   | 1,26   |  |  |
|          |            | Joseph Rakotovao                    | 2 460   | 0,76   |  |  |
|          | FNM (SFIO) | Charles Ranorianansa                | 104     | 0,06   |  |  |
|          |            |                                     |         |        |  |  |
| Inscrits | Inscrits   | Inscrits                            | 409 809 | 100,00 |  |  |
| Votants  | Votants    | Votants                             | 324 954 | 79,29  |  |  |
| Exprimés | Exprimés   | Exprimés                            | 322 519 | 99,25  |  |  |

* Député sortant

#### 2ecirconscription
|          | UDSR          | Roger Duveau           | 238 474 | 87,57  |  |  |
|          |               | Ralijaona Laingo       | 18 745  | 6,88   |  |  |
|          |               | Norbert Rakotosihanaka | 6 622   | 2,43   |  |  |
|          |               | Siméon Japhet          | 6 142   | 2,26   |  |  |
|          |               | Emmanuel Ramanankavana | 2 261   | 0,83   |  |  |
|          | PADESM (UDSR) | Pascal Velonjara *     | 71      | 0,03   |  |  |
|          |               |                        |         |        |  |  |
| Inscrits | Inscrits      | Inscrits               | 309 840 | 100,00 |  |  |
| Votants  | Votants       | Votants                | 273 769 | 88,36  |  |  |
| Exprimés | Exprimés      | Exprimés               | 272 315 | 99,47  |  |  |

* Député sortant

#### 3ecirconscription
|          | COCOCAM (SFIO) | Philibert Tsiranana          | 253 094 | 76,48  |  |  |
|          | UFAS           | Émile Charles                | 45 880  | 13,87  |  |  |
|          | UDC (UDSR)     | en:Mahasumpo Raveloson *     | 17 496  | 5,29   |  |  |
|          | IÉPF-M         | William-Raymond Rabemanajara | 11 125  | 3,36   |  |  |
|          |                | Albert Rabenoro              | 2 565   | 0,78   |  |  |
|          |                | Jean-Baptiste Voka           | 755     | 0,23   |  |  |
|          |                |                              |         |        |  |  |
| Inscrits | Inscrits       | Inscrits                     | 409 791 | 100,00 |  |  |
| Votants  | Votants        | Votants                      | 333 288 | 81,33  |  |  |
| Exprimés | Exprimés       | Exprimés                     | 330 915 | 99,29  |  |  |

* Député sortant